# 塚田攻
塚田 攻（つかだ おさむ、1886年7月14日 - 1942年12月18日）は、日本の陸軍軍人。最終階級は陸軍大将。殉職により陸軍中将から進級。

## 経歴
茨城県出身。成城学校を経て、陸士19期、陸大26期。日中戦争開戦後、中支那方面軍参謀長として松井石根大将を補佐し、その後第8師団長を経て、1940年（昭和15年）11月参謀次長に就任、杉山元参謀総長のもとで日米交渉にあたった。
アメリカとの戦争は避けられないという判断で南方作戦の計画にあたり、1941年（昭和16年）11月南方軍総参謀長となり太平洋戦争序盤の南方作戦と軍政を担当した。第11軍司令官であった1942年（昭和17年）12月18日、南京から司令部のある漢口への帰途安徽省で飛行機事故で殉職した。没後、陸軍大将に進級した。

## 人物
「強行論を吐けば満足するタイプ」とされる。

## 年譜
- 1907年（明治40年）5月31日 - 陸軍士官学校卒業
  - 12月 - 少尉任官。歩兵第3連隊附。
- 1910年（明治43年）11月 - 中尉に昇進。
- 1914年（大正3年）11月27日 - 陸軍大学校卒業。
- 1917年（大正6年）8月 - 大尉に昇進。
- 1922年（大正11年）8月 - 少佐に昇進。
- 1924年（大正13年）11月 - 陸軍大学校専攻学生。
- 1925年（大正14年）12月 - 陸軍大学校教官。
- 1927年（昭和2年）5月 - 中佐に昇進。
- 1931年（昭和6年）- 3月11日 - 大佐に昇進。台湾軍歩兵第2連隊長。
- 1932年（昭和7年）- 2月29日 - 陸軍歩兵学校教官。
  - 6月27日 - 陸軍省兵務課長。
- 1933年（昭和8年）- 8月1日 - 関東軍第1課長。
- 1935年（昭和10年）- 8月1日 - 少将に昇進。
  - 9月7日 - 参謀本部第3部長。
- 1937年（昭和12年）11月2日 - 中支那方面軍参謀長。
- 1938年（昭和13年）3月5日 - 陸軍大学校長。
  - 7月15日 - 中将に昇進。
  - 12月10日 - 第8師団長。
- 1940年（昭和15年）11月15日 - 参謀次長。
- 1941年（昭和16年）11月6日 - 南方軍総参謀長。
- 1942年（昭和17年）7月1日 - 第11軍司令官。
  - 12月18日 - 飛行機事故により殉職、没後大将進級[2]。

## 栄典
位階
- 1940年（昭和15年）10月15日 – 正四位
- 1942年（昭和17年）12月18日 – 従三位[3]・正三位[4]

勲章等
- 1940年（昭和15年）8月15日 - 紀元二千六百年祝典記念章[5]

## 塚田攻を演じた人物
- 神山卓三（『山河燃ゆ』、NHK、1984年）
- 目黒祐樹（『あの戦争は何だったのか 日米開戦と東條英機』、TBS、2008年）